# سیتروئن ۲سی‌وی
سیتروئن ۲سی‌وی (به فرانسوی: Citroën 2CV) یک خودروی موتور جلو-محورجلو ارزان‌قیمت بود که از سال ۱۹۴۸ تا ۱۹۹۰ توسط سیتروئن برای رقابت با فولکس واگن تولید می‌شد. این خودروی ارزان قیمت در سال ۱۹۴۸ و در نمایشگاه  Mondial de l'Automobile  معرفی شد.
نام ۲سی‌وی اشاره به قدرت موتور مدل اولیه این خودرو دارد که فقط ۲ اسب بخار قدرت داشت.